# Vera Brezhneva
Vira Viktorivna Haluska (en ucraniano: Віра Вікторівна Галушка) (Dnieprodzerzhinsk Ucrania, 3 de febrero de 1982), conocida artísticamente como Vera Brezhneva es una cantante y presentadora de la televisión ucraniana.

## Biografía

### Vida familiar
Brezhneva nació el 3 de febrero de 1982 en Dnieprodzerzhinsk, Ucrania (entonces RSS de Ucrania). Su padre Viktor trabajó en una factoría química cerca del Río Dniéper y su madre Tamara se graduó en la Universidad de Medicina de Dniépr. Obtiene el título en ciencias económicas del Instituto de Ingeniería de Dnipropetrovsk.

### Nu Virgos/Via Gra
En el 2002 fue invitada a una pruebas para buscar sustituta a Alena Vinnitskaya, antigua miembro del grupo Nu Virgos. En enero de 2003, el grupo hizo su primera actuación con Vera como integrante.
Durante su carrera en Nu Virgos se ganó el cariño de los fanes y obtuvo varios reconocimientos. En 2007 decide abandonar el grupo.

### Como presentadora
Brezhneva es la presentadora del concurso de Perviy Kanal: Maguiya 10-ti.

### Regreso a la música
En mayo de 2008 publicó su primer sencillo titulado: Ya Ne Igrayu, canción escrita por su anterior productor Konstantin Meladze. Su segundo sencillo: Nirvana salió el 27 de octubre y el tercero: Lyubov v bolshom gorode en 2009. Tiempo más tarde hizo aparición en el videoclip de Leto vsegda de Diskoteka Avariya junto con las actrices Anastasia Zadorozhnaya y Svetlana Khodchenkova. A mediados de abril publicaría Lyubov spaset mir siendo este su cuarto y con el que alcanzaría el tercer puesto de las listas del Top 40 en la cadena de radio FDR en la semana del 21 de julio y número uno en Rusia. En septiembre interpretaría el tema Pronto con Potap y el sexto: Lepestkami slyoz con Dan Bălan

## Discografía

### Álbumes
- Lyubov spaset mir (2010)
- VERVERA (2015)

### Sencillos
| Año  | Título                                                         | Puesto en la lista | Puesto en la lista |
| Año  | Título                                                         | Ucrania            | Rusia              |
| ---- | -------------------------------------------------------------- | ------------------ | ------------------ |
| 2008 | Ya ne igrayu                                                   | —                  | 6                  |
| 2008 | Nirvana                                                        | —                  | 80                 |
| 2009 | Lyubov v bolshon gorode                                        | —                  | 19                 |
| 2010 | Lyubov spaset mir                                              | 1                  | 1                  |
| 2010 | Pronto (con Potap)                                             | —                  | 31                 |
| 2010 | Lepestkami slyoz (con Dan Balan)                               | 3                  | 1                  |
| 2011 | "Реальная жизнь (Real life)"                                   | 1                  | 1                  |
| 2012 | "Sexy Bambina"                                                 | 1                  | —                  |
| 2012 | "Бессонница (Insomnia)"                                        | 6                  | 20                 |
| 2012 | "Ищу тебя (I am looking for you)"                              | 7                  | —                  |
| 2012 | "Любовь на расстоянии (Love from a distance)" (feat. DJ Smash) | 48                 | 14                 |
| 2013 | "Хороший день (Nice day)"                                      | 2                  | 11                 |
| 2013 | "Дом (Home)"                                                   | —                  | —                  |
| 2014 | "Доброе утро (Good Morning)"                                   | 1                  | 12                 |
| 2014 | "Девочка моя (My baby)"                                        | —                  | —                  |